# Anna Murínová
Anna Murínová (Brezno, 14 novembre 1973) è un'allenatrice di biathlon ed ex biatleta slovacca.

## Biografia

### Carriera sciistica
In Coppa del Mondo ottenne il primo risultato di rilievo il 9 dicembre 1993 a Bad Gastein (25ª) e il primo podio il 25 gennaio 2002 ad Anterselva (3ª).
In carriera prese parte a tre edizioni dei Giochi olimpici invernali, Nagano 1998 (9ª nella sprint, 48ª nell'individuale, 4ª nella staffetta), Salt Lake City 2002 (35ª nella sprint, 35ª nell'inseguimento, 53ª nell'individuale, 5ª nella staffetta) e Torino 2006 (38ª nella sprint, non conclude l'inseguimento, 10ª nella staffetta), e a undici dei Campionati mondiali (4ª nella staffetta ad Anterselva 1995 e nella gara a squadre a Osrblie 1997 i migliori piazzamenti).

### Carriera da allenatrice
Dopo il ritiro è diventata allenatrice dei biatleti nei quadri della nazionale slovacca.

## Palmarès

### Coppa del Mondo
- Miglior piazzamento in classifica generale: 17ª nel 2000
- 2 podi (1 individuale, 1 a squadre[1]):
  - 2 terzi posti